# Chatki
Chatki (Шатки́) est une commune de type urbain en Russie située dans la partie sud de l'oblast de Nijni Novgorod et siège administratif du raïon du même nom. Elle comptait 8 893 habitants en 2021.

## Géographie
Chatki se trouve à 150 km au sud de Nijni Novgorod au bord de la rivière Tiocha et sur la ligne de chemin de fer Nijni Novgorod-Penza-Pervomaïsk. Elle est reliée à la route R 158 Nijni Novgorod-Saransk-Saratov.

## Histoire
La zone est peuplée à l'époque du mésolite aux VIIIe – VIe siècles av. J.-C.
Le village est connu à partir du XVIe siècle sous le nom de « Porte de Chatki », construit comme point d'appui de la ligne de défense de la région de la Volga contre les incursions des Tatars. Par la suite, le village devient un marché local important. Il reçoit le statut de commune urbaine le 7 mars 1962.

## Étymologie
Son nom proviendrait du mot mordve Siatki signifiant « charbon », car les habitants - d'origine mordve - brûlaient des morceaux de charbon, indispensables pour le travail du métal.

## Population
| Année | Habitants |
| ----- | --------- |
| 1959  | 4847      |
| 1979  | 7934      |
| 1989  | 9469      |
| 2002  | 9879      |
| 2010  | 9659      |
| 2016  | 8879      |
| 2018  | 8773      |
| 2021  | 8893      |

## Enseignement
La commune dispose d'une école primaire, d'une école secondaire, d'une école d'enseignement général et d'un institut technique agricole.

## Économie
L'économie de la commune repose surtout sur une usine d'outillage, une usine de chaussures d'enfants, un complexe de traitement de produits céréaliers, une boulangerie industrielle, des entreprises dans le bâtiment et la voirie, une scierie, une usine de boissons non alcoolisées, une fabrique de confiserie, etc.
La commune possède un complexe sportif et de remise en forme, un camp sportif, un établissement de repos, etc.

## Entreprises
- L'usine Normali de Chatki est une entreprise de fabrication fondée en 1969 pour fournir des attaches aux entreprises de fabrication d'outils de l'industrie aéronautique. À l'heure actuelle, l'entreprise est spécialisée dans la production de fixations de type tige en acier, laiton, alliages d'aluminium à fente droite et croisée d'un diamètre de 1 à 6 mm, ainsi que d'écrous, rondelles, clous.
- L'usine d'outillage de Chatki est une entreprise de fabrication opérant sur le marché de la fabrication et de la vente d'équipements d'outillage et de métrologie depuis 1970.
- L'usine de traitement des céréales de Chatki a été fondée en 1938 et se concentre sur la production d'aliments pour animaux, de céréales et de farine.
- L'entreprise technique agricole du raïon de Chatki est spécialisée dans la réparation de moteurs d'automobiles et de tracteurs, de pompes à carburant et à eau.
- Khlebozavod; filiale de l'usine technique agricole du raïon de Chatki fondée en 1968 comme boulangerie industrielle.
- Usine laitière de Chatki: production de beurre et de fromage.
- Entreprise d'État forestière

## Église orthodoxe russe

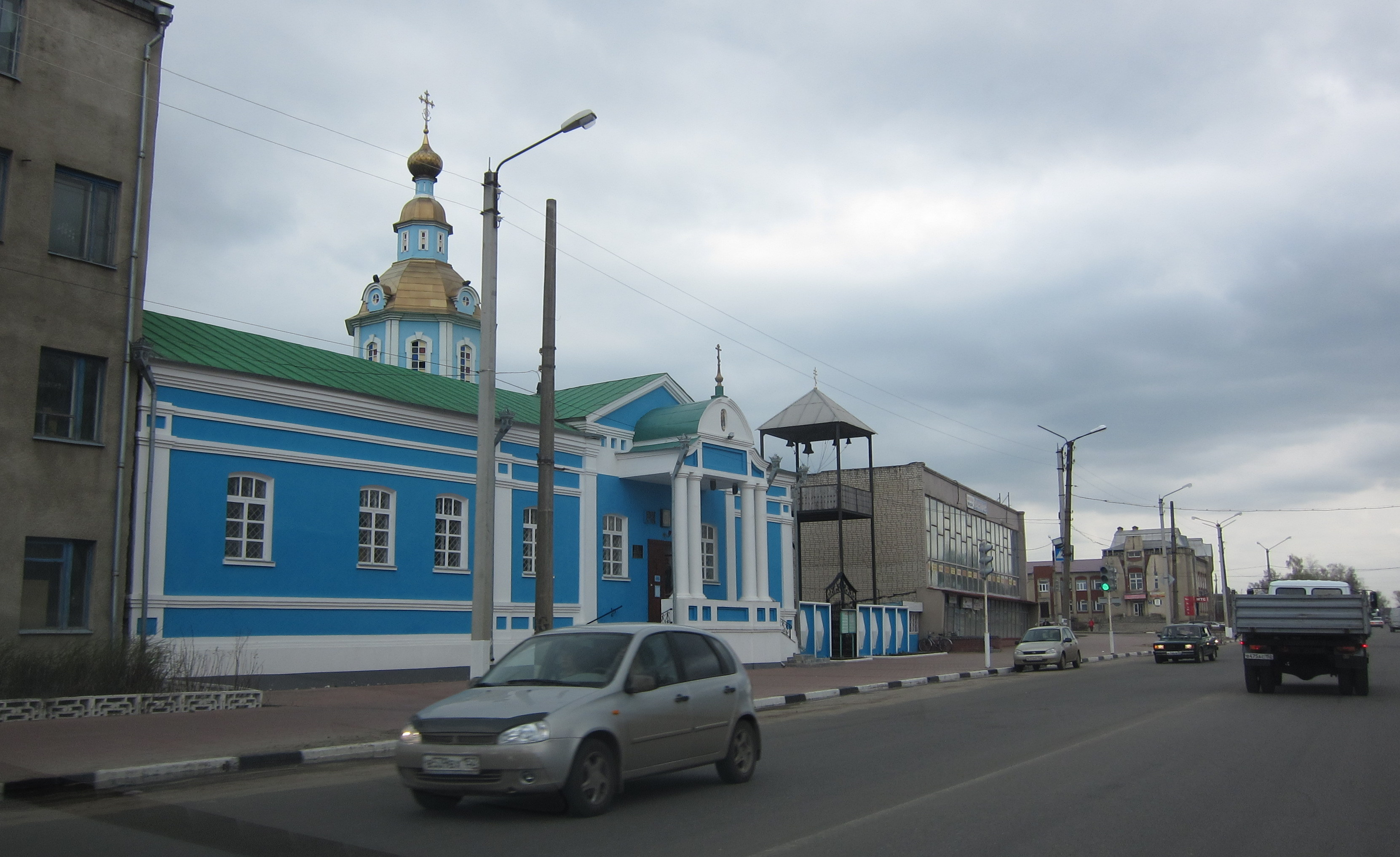
Façade de l'église de Chatki.

La commune dispose de l'église de la Trinité, datant de 1788, siège du doyenné de Chatki de l'éparchie de Lyskovo. Elle possède une école du dimanche pour la catéchisation.
À l'époque soviétique, l'édifice abritait un club de travailleurs, tout à côté d'une usine. Il a été donné en 1991 pour l'éparchie de Nijni Novgorod dont elle dépendait alors, afin d'y réaménager une église. Les cérémonies du culte régulières ont commencé à partir de 1996. La collégiale Notre-Dame-de-Kazan juste à côté, devenue à l'époque soviétique une usine, et qui servait auparavant d'église d'été (non chauffée), a été donnée à l'éparchie de Nijni Novgorod en 2011. Elle conserve son abside d'origine, sa maçonnerie, des fragments de moulures en stuc et de colonnes.

## Photographies du complexe mémoriel de la Grande Guerre patriotique

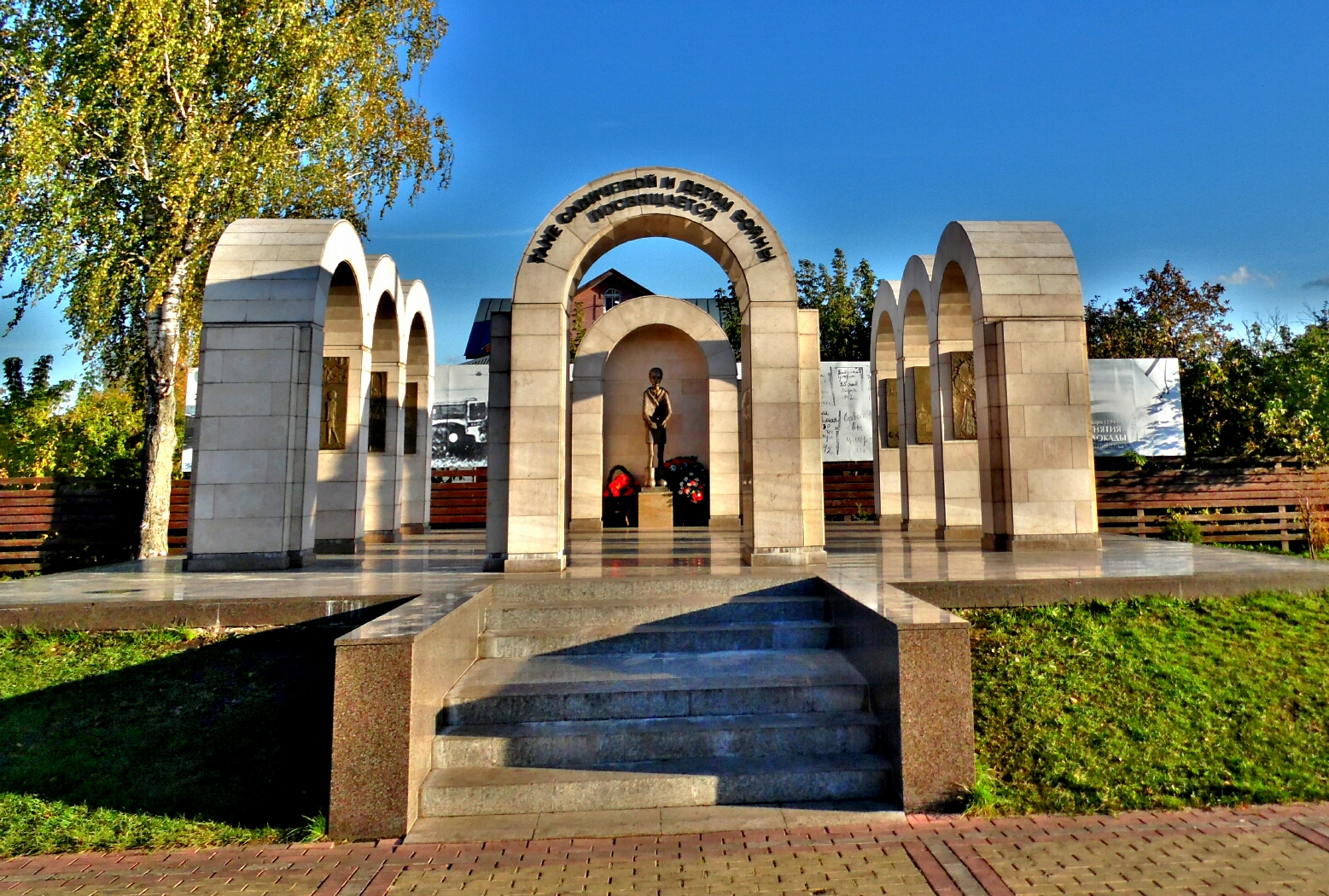
Complexe mémoriel Tania Savitcheva, dédié aux enfants de la guerre.
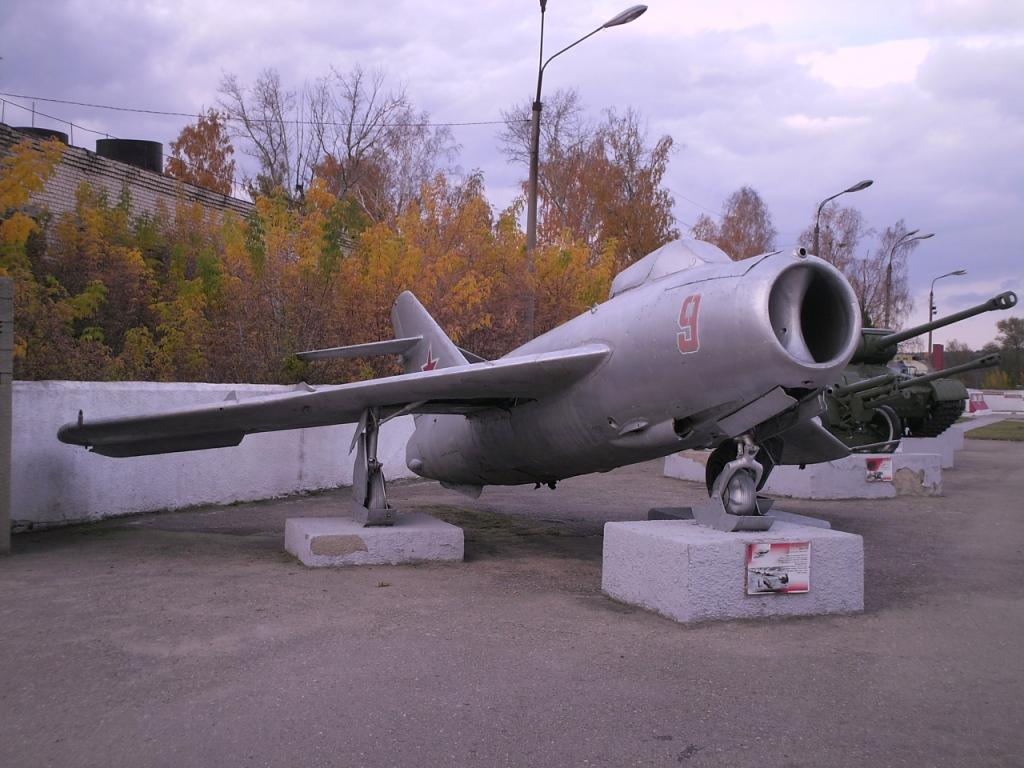
Mig 15 (ou 17)
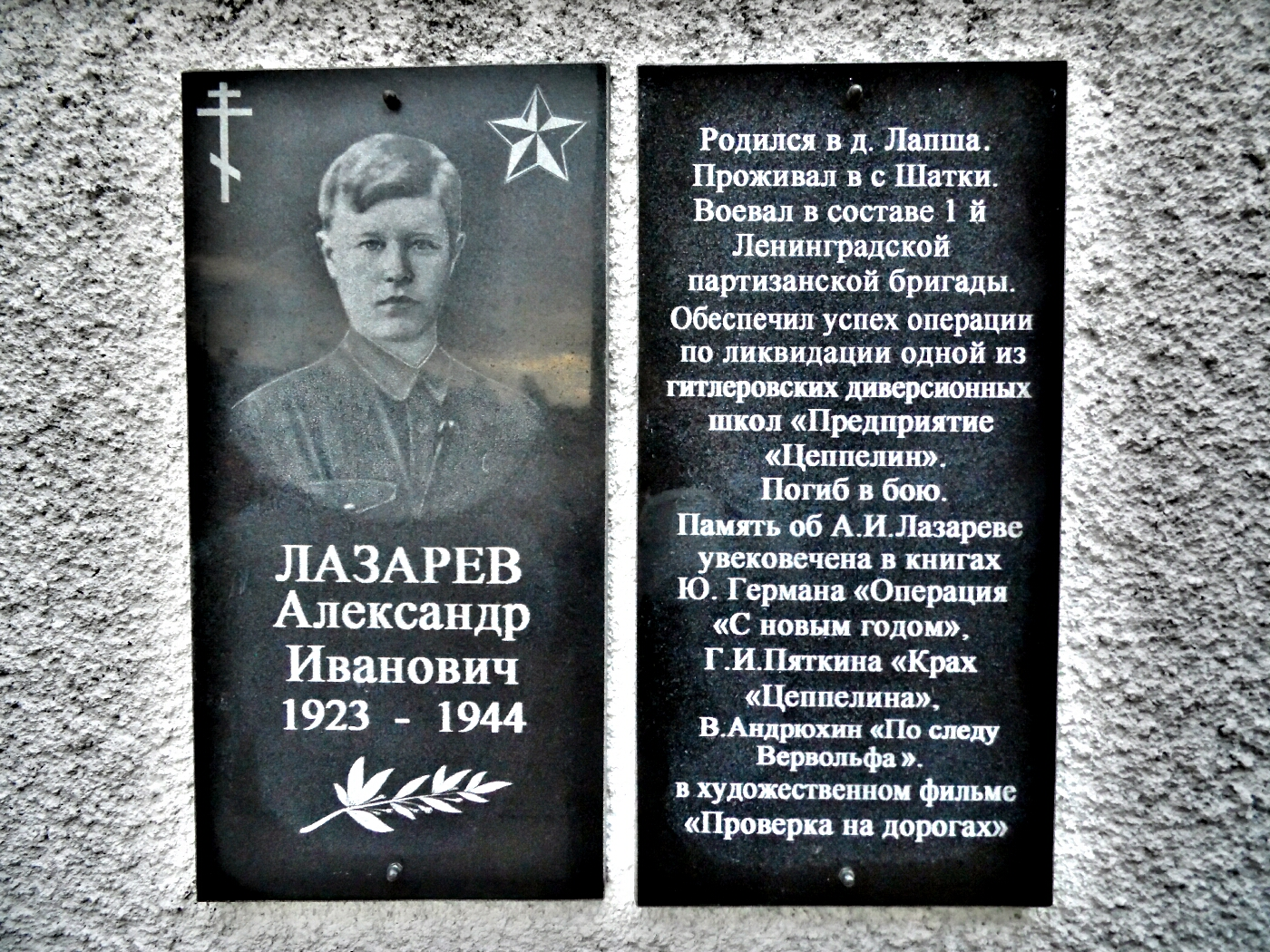
Plaque mémorielle du combattant de la Grande Guerre patriotique Alexandre Lazarev
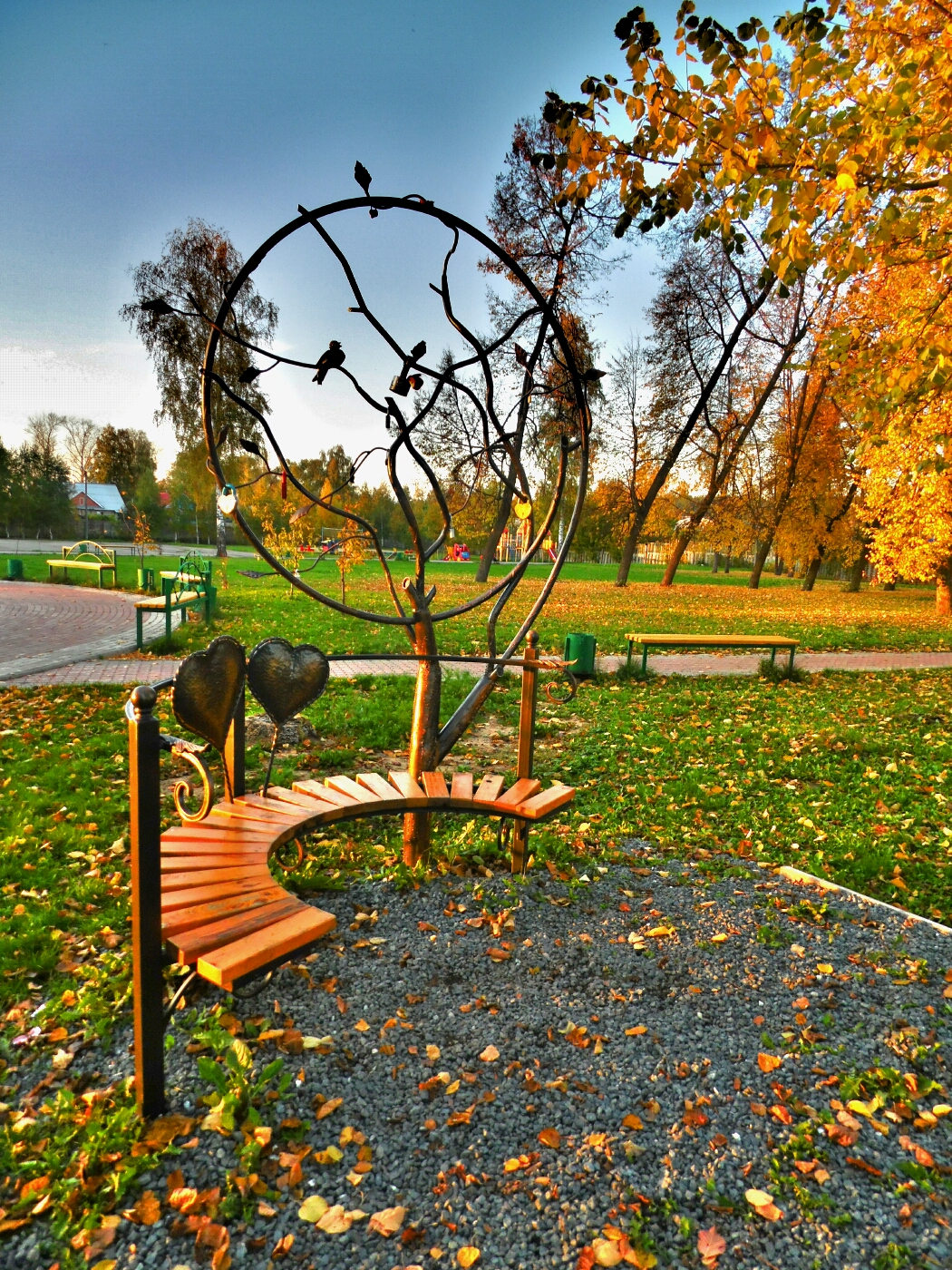
Banc des amoureux
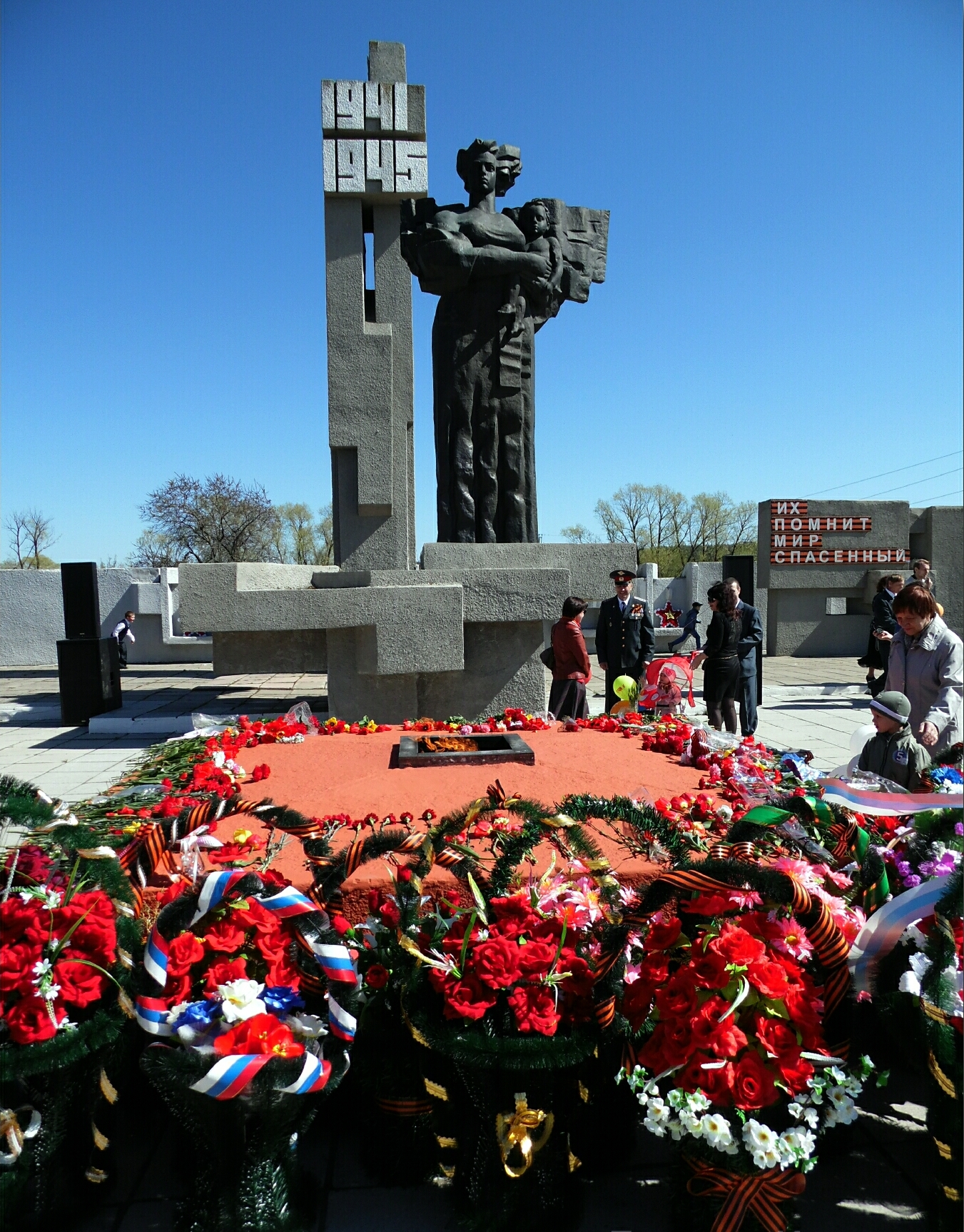
Sculpture de la Mère Patrie
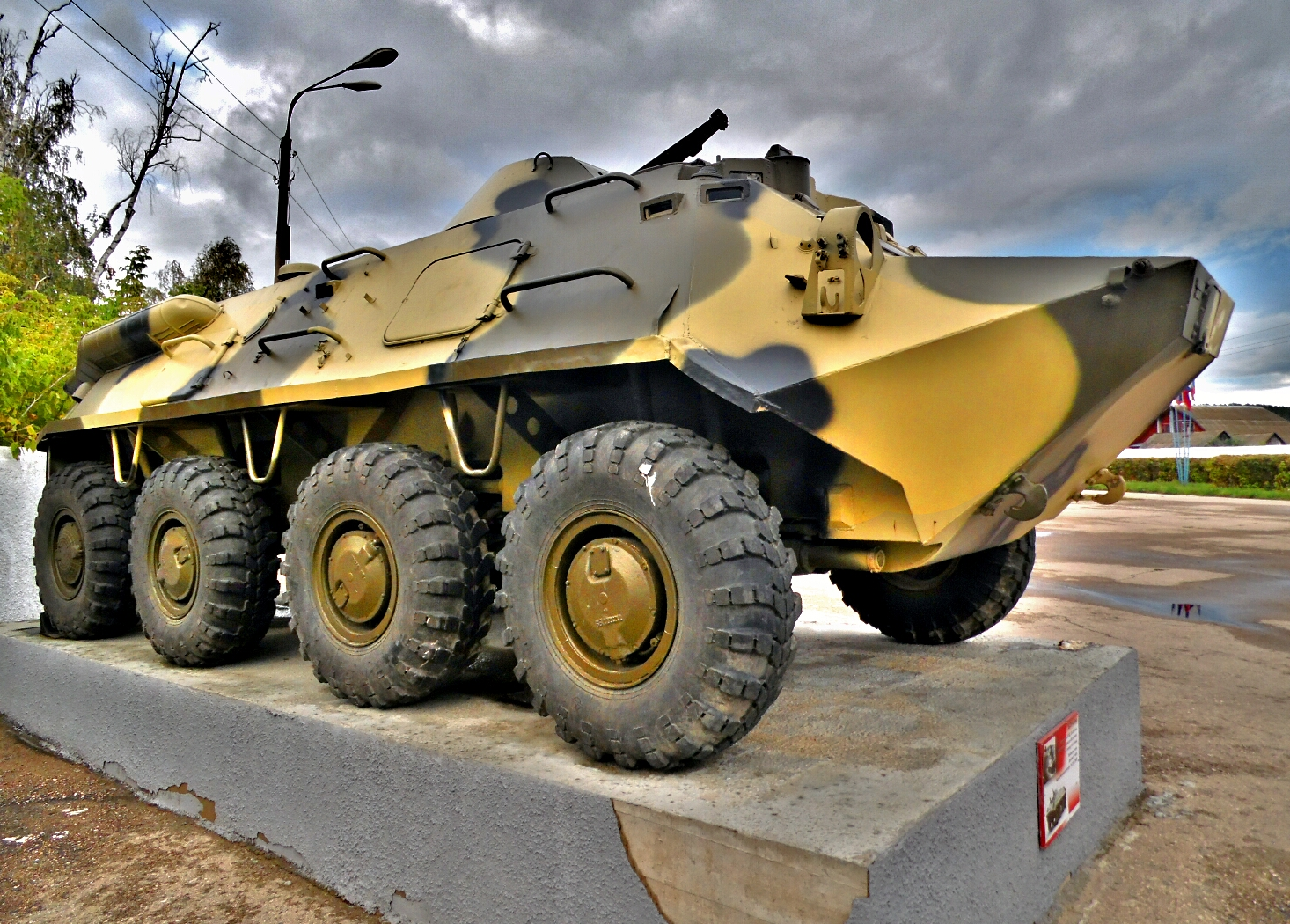
Transport blindé BTR-60
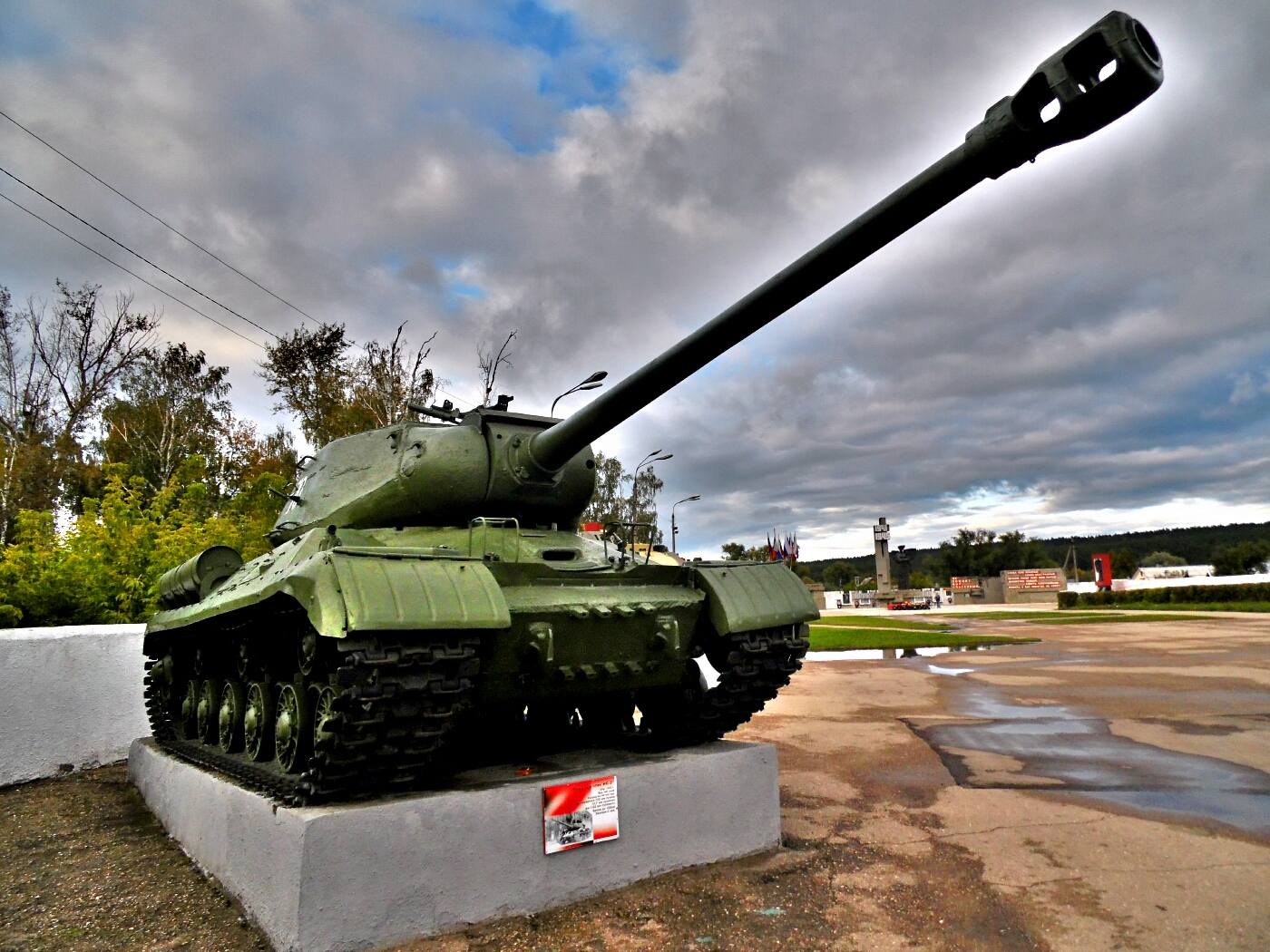
Char d'assaut IS-2
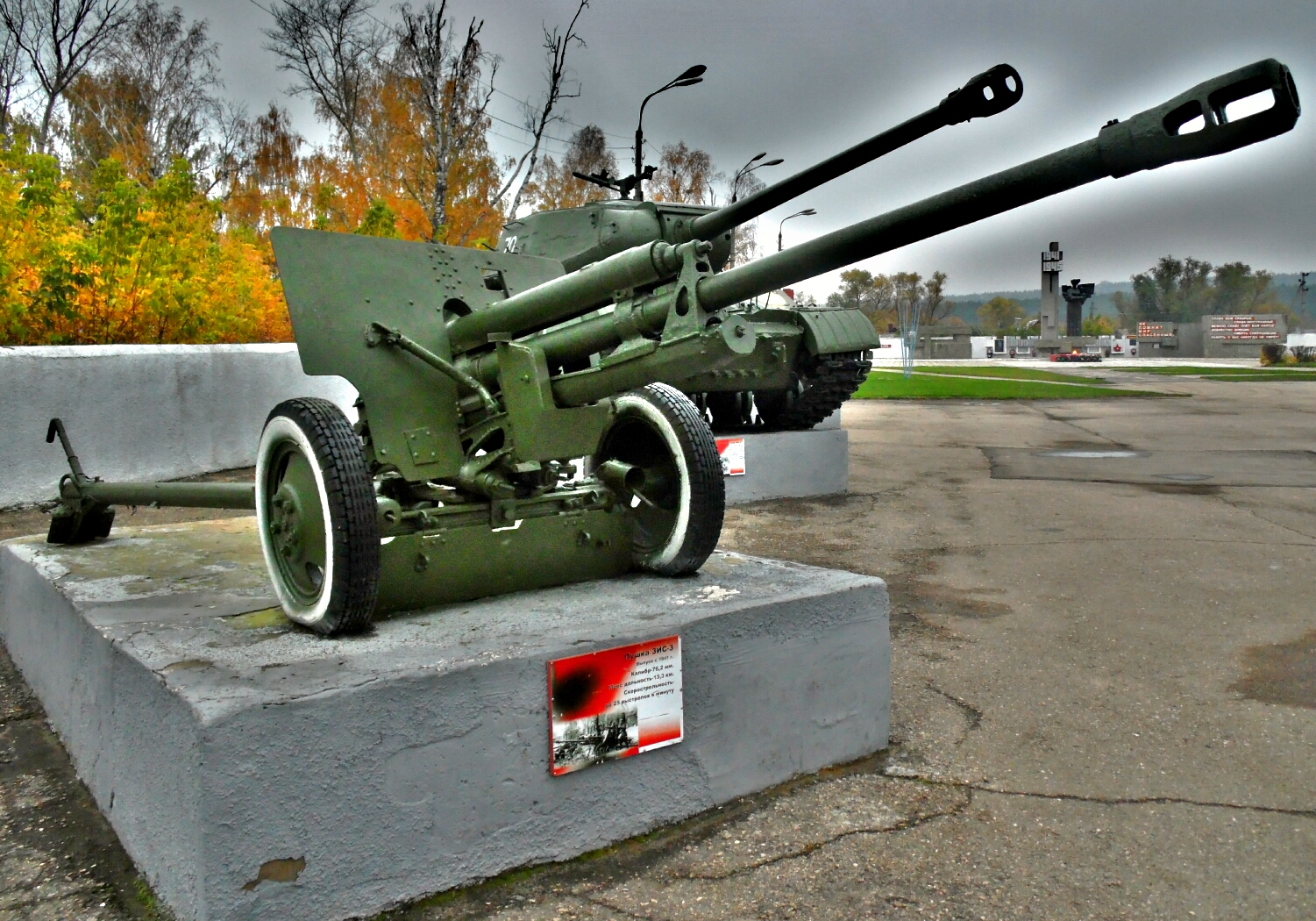
Canon de campagne ZiS-3